# 770
770 (DCCLXX) var ett normalår som började en måndag i den julianska kalendern.

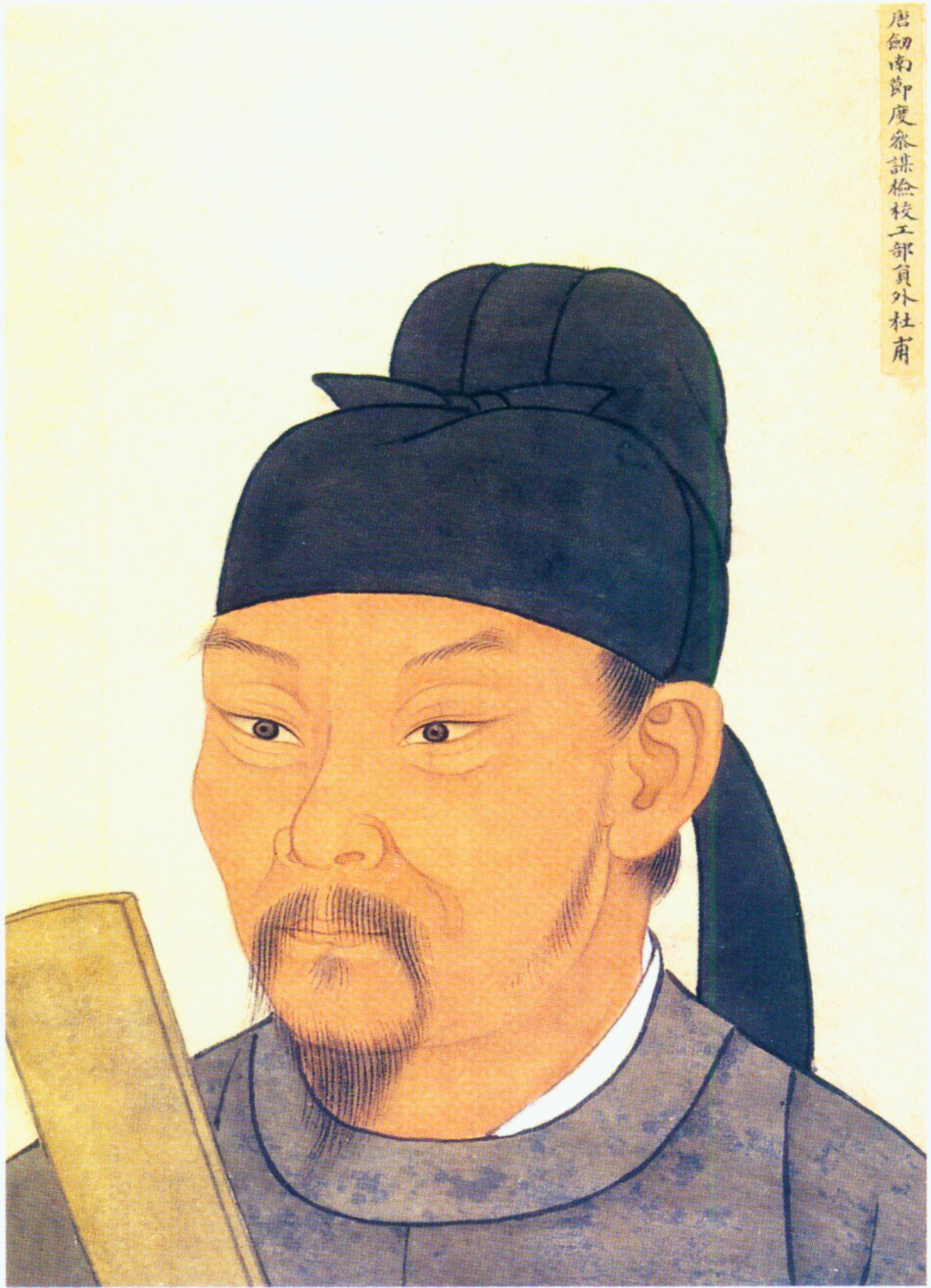
Du Fu, poet under Tangdynastin, levde 712-770.

## Händelser

### Okänt datum
- Utgrävningar i Århus visar att platsen har en bosättning som daterats till detta år.

## Födda
- Egbert av Wessex, kung av Wessex 802-839
- Prokopia, bysantinsk kejsarinna.
- Maria från Amnia, bysantinsk kejsarinna.

## Avlidna
- Du Fu, kinesisk poet
- Koken, regerande kejsarinna av Japan.